# ویلبرفورس ریور
ویلبرفورس ریور (به انگلیسی: Wilberforce River) رودخانه‌ای است که در نیوزلند جریان دارد.